# Marcel Beaufils
Pour les articles homonymes, voir Beaufils.
Marcel Beaufils, né Marcel Henri Onésime Beaufils  à Beauvais, le 30 décembre 1899, et mort à Saint-Germain-en-Laye (Yvelines), le 11 janvier 1985, est un esthéticien, philosophe, germaniste, poète et critique musical français.

## Biographie
Marcel Beaufils fut professeur d'esthétique musicale au Conservatoire national supérieur de musique et de danse de Paris et a exercé à ce titre une influence sur l'esthétique musicale en France dans les années 1950.
Il est connu pour son ouvrage, « particulièrement remarquable » sur Le Lied romantique allemand (1956). Son ouvrage Musique du son, musique du verbe (1954) expose les principes de son enseignement en esthétique. « Un des rares critiques qui ont traité avec bonheur ce difficile sujet que constitue les rapports du mot et de la musique. »
Il a collaboré à la revue Europe et traduit des écrits politiques comme L'Europe unie de Richard Nikolaus de Coudenhove-Kalergi (1939).
Sa femme Olga Maria Rubin, née le 8 avril 1907 à Vienne, Autriche, et décédée le 17 avril 1998 à Saint-Germain-en-Laye, était une artiste peintre qui a illustré certains ouvrages de son époux,. Elle était la sœur du compositeur autrichien Marcel Rubin. Une exposition de ses œuvres a été faite à Vienne en 1984 ainsi qu'un catalogue.
Son petit-fils Christophe Beaufils est écrivain, auteur de Josephin Péladan : 1858-1918: essai sur une maladie du lyrisme en 1993 et de La Mort subite du nourrisson en 1997.
Il est inhumé au cimetière nouveau de Neuilly-sur-Seine.

## Écrits
- Comment l'Allemagne est devenue musicienne (Paris, Laffont, 1983) Thèse de doctorat soutenue à Lyon en 1942, sous le titre Par la musique vers l'obscur
- Christ noir, poèmes originaux de Marcel Beaufils d'après les poètes Noirs J. Cotter, C. Cullen, G. Douglas Johnson, O. Leland Bohannan, L. Hughes, C. Mac Kay, J. Toomer, W. Cuney, des Spirituals et des chansons populaires anciennes, hors-texte originaux de Olga Maria Rubin-Beaufils. Abbaye du livre, Lausanne, 1946.
- Poids d'une vie. Frontispice de Olga-Maria Rubin Beaufils, 1947
- Wagner et le Wagnérisme (Paris, 1947)
- La Musique de piano de Schumann (Paris, 1951), Préface de Roland Barthes
- Musique du son, musique du verbe (Paris, 1954), prix Lange de l'Académie française (1956), préface de Jean-Yves Bosseur
- Le lied romantique allemand, Paris, Gallimard, coll. « Pour la musique » (no 2), 1956, 325 p. (OCLC 164765898)Réédition coll. « Les essais » no 221 (1982).
- « La Philosophie wagnérienne : de Schopenhauer à Nietzsche », dans Wagner, ouvr. collectif (Paris, 1962).
- Villa-Lobos - Musicien et poète du Brésil (1967)
- Nietzsche et Wagner, illustr. Maria Mikhaylova, Samuel Tastet Éditeur, 64 p., 2024  (ISBN 978-2868180926)

## Pour approfondir